# Равенство Парсеваля
Ра́венство Парсева́ля — это аналог теоремы Пифагора в векторных пространствах
со скалярным произведением. Названо по аналогии с теоремой для периодических функций, сформулированной Парсевалем в 1799 году.

## Формулировка
Пусть {\displaystyle H} — гильбертово пространство  со скалярным произведением {\displaystyle \langle \cdot ,\cdot \rangle }.
Обозначим {\displaystyle \|x\|={\sqrt {\langle x,x\rangle }}} индуцированную этим скалярным произведением норму.
Тогда если {\displaystyle \{e_{k}\}_{k=1}^{\infty }} — ортонормированный базис в {\displaystyle H}, то
{\displaystyle \|x\|^{2}=\sum _{k=1}^{\infty }\left|\langle x,e_{k}\rangle \right|^{2}.}